# 近畿地区大学野球連盟
近畿地区大学野球連盟（きんきがくだいがくやきゅうれんめい）は、関西六大学野球連盟 (旧連盟) を除いた近畿地区に所在する硬式野球部が加盟する大学野球連盟を統括する野球連盟。全日本大学野球選手権大会の代表枠を与えられていた。

## 略史
1952年、全国大学野球連盟が新制大学野球連盟を吸収して、大学野球の統一組織である全日本大学野球連盟が結成された。この組織の成立に伴い、近畿大学野球連盟は旧関六・京滋の2連盟もともに全日本連盟傘下として活動することとなるが、全日本大学野球連盟結成時の経緯から全日本大学野球選手権大会の代表枠において、旧関六は旧制大学組として優勝校がそのまま出場できる権利がある一方、近畿・京滋の2連盟は新制大学組の近畿地区内の下部連盟という扱いとなり近畿地区大学野球連盟として出場権は1つとされた。その後、阪神大学野球連盟の結成に伴い、近畿地区大学野球連盟の下に組み込まれた。
1962年では、近畿地区大学野球連盟が関西六大学野球連盟（旧連盟）と合併。3連盟は共に、関西六大学野球リーグの下部組織として関西大学野球連合を組織したことで、近畿地区大学野球連盟は発展的解消となった。
従来の近畿地区代表決定戦がそのまま、関西六大学リーグ入れ替え戦代表決定戦に移行した。